# Бредлі Данже
Бредлі Данже (фр. Bradley Danger; нар. 29 січня 1998, Мон-Сент-Еньян, Франція) — французький футболіст, що виступає на позиції центрального захисника. Виступає за французький клуб «Ред Стар». Чемпіон Європи серед юнаків у складі збірної Франції (U-17).

## Кар'єра

### Ранні роки
Данжер народився у місті Монт-Сент-Аіньян і розпочав займатися футболом у клубі Дудевілль, де провів шість років. У 2011 році він приєднався до академії «Гавра», яка відома підготовкою талановитих французьких гравців.

### «Гавр»
На професійному рівні Данжер дебютував у резервній команді «Гавр ІІ», за яку провів понад п’ятдесят матчів. У цей період він зарекомендував себе як універсальний гравець оборони, здатний діяти як у центрі захисту, так і в опорній зоні.

### «Авранш»
У 2018 році футболіст перейшов в оренду до «Авранша», де став основним гравцем і допоміг команді закріпитися в Національному чемпіонаті Франції. Наступного сезону клуб викупив його контракт, і захисник провів ще один рік, відзначившись двома голами.

### «Шамблі»
Влітку 2020 року Данжер підписав контракт із клубом «Шамблі», який виступав у Лізі 2. Його дебют у другому за силою дивізіоні Франції відбувся 22 серпня 2020 року у грі проти «Париж ФК». За сезон він провів 32 матчі й двічі відзначився забитими м’ячами.

### «Родез»
У 2021 році футболіст перейшов до ФК «Родез», де став ключовим гравцем оборони. За три сезони у складі клубу він відіграв понад 100 матчів та забив 12 голів, ставши одним із найрезультативніших захисників Ліги 2 того періоду.

### «Ред Стар»
9 липня 2024 року Данжер приєднався до «Ред Стара», з яким підписав контракт до 2027 року. У сезоні 2024/25 він швидко закріпився в основному складі клубу.

## Міжнародна кар'єра
На юнацькому рівні Данжер виступав за збірні Франції різних вікових категорій: U-16, U-17, U-18 та U-19. Найбільшим успіхом стала перемога на чемпіонаті Європи 2015 року у складі збірної Франції U-17.

## Стиль гри
Данжер відомий як надійний центральний захисник, здатний підключатися до атак завдяки хорошій грі головою та вмінню виконувати стандарти. Його універсальність дозволяє йому грати і на позиції опорного півзахисника.

## Титули та досягнення
- Чемпіон Європи (U-17): 2015[2]